# Estación Köln Eifeltor
La estación Köln Eifeltor de Colonia (Alemania) es una estación de clasificación situada en la parte izquierda del Rin y es la estación de clasificación combinada de contenedores para el transporte por carretera y por ferrocarril más grande de Alemania. 